# Re:BIRTH (CLIFF EDGEのアルバム)
『Re:BIRTH』（リバース）はCLIFF EDGEの3rdフルアルバム。

## 内容
- 前作『for you』から7ヶ月ぶりとなるフルアルバムである。
- 初回盤には「NO LIMIT 〜勇気をキミに〜」のPVを収録したDVDが付いている。

## 収録曲

### DISC1-CD
1. NO LIMIT 〜勇気をキミに〜
ソロアルピニスト、栗城史多に触発されて書き下ろした応援ソング。
2. Re:Start 〜skit〜
3. 会いたくて、素直になれなくて feat. 中村舞子
すれ違って届かない切ない片想いを綴ったバラード曲。
4. LOVE & GAME
5. Anniversary feat. 石川マリー
二人出会えた喜びとその大切な記念日を等身大に描いた曲。
6. 夢で逢えたら・・・
7. 男女のすれ違ひ (2010)
レコチョクにて2010年5月18日から6月13日まで着うたフルとして期間限定で配信された楽曲をCD初収録。インディーズ時代の楽曲のセルフリメイクである。（シングル「You're the only one」のカップリング曲。）
8. on my mind 〜skit〜
9. THE ONE feat. ALL LOVE

#### Bonus Track
1. DJ GEORGIA presents CLIFF EDGE "LOVE♥WORDS" Non Stop Mix
ONE KISS 〜 call my name  〜Feelin' U feat. CHiE  〜Remember me 〜Feel me 〜Remind of You
DJ GEORGIAがCLIFF EDGEのスムージーなラブソングを中心に選曲したノンストップミックス。

### DISC2-DVD | MUSIC CLIP
初回盤のみ収録
1. NO LIMIT 〜勇気をキミに〜

## タイアップ
NO LIMIT 〜勇気をキミに〜
ソロアルピニスト“栗城史多”応援ソング
日本テレビ系「ハッピーMusic」9月POWER PLAY
日本テレビ系「音龍門」Baby Dragon's Gate
テレビ東京「ピラメキーノ」エンディングテーマ